# Federico Stragà
 (avril 2018).
Si vous disposez d'ouvrages ou d'articles de référence ou si vous connaissez des sites web de qualité traitant du thème abordé ici, merci de compléter l'article en donnant les références utiles à sa vérifiabilité et en les liant à la section « Notes et références ».
Federico Stragà, né à Belluno le 10 juillet 1972, est un chanteur italien.

## Discographie
Album
- 1998 : Federico Stragà
- 2000 : Click Here
- 2002 : Giorni
- 2008 : Federico Stragà canta Frank Sinatra